# Chính phủ Israel thứ 35
Chính phủ Israel thứ 35 (tiếng Hebrew: מֶמְשֶׁלֶת יִשְׂרָאֵל הַשְׁלוֹשִׁים וְחָמֵשׁ, Mem'shelet Yisra'el HaShloshim VeHamesh) dự kiến là chính phủ tiếp theo của Israel. Chính phủ này dự kiến sẽ được thành lập sau cuộc bầu cử tháng 4 năm 2019, nhưng sau đó Thủ tướng Benjamin Netanyahu không thể thành lập chính phủ, Knesset đã tự giải tán, một cuộc bầu cử nhanh đã diễn ra vào ngày 17 tháng 9 năm 2019. Tuy nhiên, cuộc bầu cử đã phải diễn ra một lần nữa vào ngày 2 tháng 3 năm 2020 vì không bên nào có thể thành lập chính phủ. Vào ngày 20 tháng 4, một thỏa thuận đã đạt được giữa Netanyahu và MK Benny Gantz về việc thành lập một chính phủ đoàn kết quốc gia.

## Bối cảnh
Sau cuộc bầu cử lập pháp vào tháng 4 năm 2019 của Israel, lãnh đạo phe Xanh và Trắng Benny Gantz đã thừa nhận thất bại, mở đường cho Thủ tướng đương nhiệm Benjamin Netanyahu bắt đầu đàm phán với các đảng khác để thành lập liên minh cầm quyền.

### Tiến cử (tháng 4 năm 2019) và bầu cử mới
Vào ngày 15 và 16 tháng 4 năm 2019, Tổng thống Reuven Rivlin đã gặp gỡ các đại diện của các đảng trong quốc hội Israel thứ 21. Họ đề nghị một thỏa thuận và Rivlin chính thức chọn Netanyahu để thành lập chính phủ tiếp theo.
Netanyahu không thể thành lập liên minh trước hạn chót ngày 29 tháng 5. Thay vì để Benny Gantz cố gắng thành lập một liên minh của ông, phần lớn Knesset đã tự giải tán và một cuộc bầu cử nhanh chóng được tổ chức vào ngày 17 tháng 9 năm 2019.
Cuộc bầu cử đó là không thuyết phục, đưa ra cảnh báo về cuộc bầu cử thứ ba. Viễn cảnh này bị phe đối lập và công chúng coi là không thể chấp nhận được, và thủ tướng kêu gọi Gantz thành lập một chính phủ đoàn kết quốc gia.

### Tiến cử (tháng 9 năm 2019)
Tổng thống Rivlin đã gặp các đại diện của đảng Xanh và Trắng, Likud, HaReshima HaMeshutefet, Shas và Yisrael Beiteinu vào ngày 22 tháng 9 để hỏi các đề xuất về việc chọn ai làm thủ tướng. Ngày hôm sau, ông gặp các thành viên của Yahadut HaTora, Yamina, liên minh Lao động-Gesher và Liên minh Dân chủ.
Rivlin chính thức chọn Netanyahu để thành lập chính phủ tiếp theo vào ngày 25 tháng 9, mặc dù ông đã quy định với Netanyahu phải trả lại quyền ủy thác nếu ông không thành lập chính phủ, để tránh sự giải thể khác của Knesset.
Netanyahu đã đồng ý với quy định này và kêu gọi một "chính phủ đoàn kết" giữa ông, các đảng tôn giáo đồng minh và Gantz. Gantz từ chối, trên cơ sở rằng ông đã hứa trong cuộc bầu cử sẽ không tham gia một liên minh do Netanyahu lãnh đạo, và hơn nữa, một liên minh bao gồm tất cả các đồng minh của Netanyahu sẽ không thực sự là một chính phủ thống nhất. Những nỗ lực để giải quyết bế tắc đã không thành công, vào ngày 21 tháng 10, Netanyahu đã trả lại quyền hành cho Rivlin. Vào ngày 23 tháng 10, văn phòng của Rivlin giao nhiệm vụ cho Gantz thành lập một chính phủ; nhiệm vụ này đã được trao lại cho Rivlin vào ngày 21 tháng 11. Kể từ ngày đó, thành viên Knesset đã có ba tuần liên tục, trong đó họ có thể chọn đề cử bất kỳ ai trong số họ làm Thủ tướng. Thành viên Knesset được chọn sẽ phải đảm bảo sự ủng hộ của 61 thành viên khác. Tuy nhiên, không thành viên nào có thể thành lập chính phủ và dẫn đến việc xác định vào ngày 12 tháng 12 sẽ thực thi một cuộc bầu cử khác diễn ra vào ngày 2 tháng 3 năm 2020.

### Tiến cử (tháng 3 và 4 năm 2020)
Tổng thống Rivlin đã gặp tất cả các đảng được bầu và nhận được tiến cử của họ cho vai trò thủ tướng vào ngày 15 tháng 3. Rivlin trao cho Gantz nhiệm vụ thành lập chính phủ vào ngày 16 tháng 3.
Trước cuộc bầu cử, Gantz tuyên bố sẽ thành lập một chính phủ không bao gồm Netanyahu. Ban đầu, một nỗ lực đã được thực hiện để thành lập một chính phủ thiểu số với sự hỗ trợ từ bên ngoài từ HaReshima HaMeshutefet, tuy nhiên sáng kiến này đã sụp đổ khi thành viên quốc hội Yoaz Hendel và Zvi Hauser tuyên bố họ sẽ bỏ phiếu chống lại một chính phủ như vậy, với lý do một lời hứa bầu cử sẽ không dựa vào HaReshima HaMeshutefet bao gồm "những người ủng hộ khủng bố" như đảng Balad. Với sự bùng nổ của Đại dịch COVID-19, Gantz đã đảo ngược lập trường của mình và tuyên bố sẵn sàng hỗ trợ một liên minh khẩn cấp với Netanyahu. Vào ngày 21 tháng 3, Netanyahu tuyên bố các cuộc đàm phán đã hoàn tất cho sự thành lập một chính phủ đoàn kết quốc gia với chức vụ thủ tướng luân phiên, chính phủ mà Netanyahu có từ trước về sau đó sẽ được thay thế bởi Gantz, mặc dù Gantz phủ nhận điều này và tuyên bố các cuộc đàm phán vẫn đang tiếp diễn. Vào ngày 26 tháng 3, một ngày sau khi Yuli Edelstein từ chức, thay vào vị trí đó Gantz đồng ý trở thành Chủ tịch của Knesset. Việc các phe cánh hữu trong liên minh của Thủ tướng Likud Benjamin Netanyahu đồng ý ủng hộ đề nghị của Gantz trở thành Chủ tịch khiến tương lai của liên minh Xanh và Trắng lâm nguy. Cùng ngày, Gantz được bầu làm Chủ tịch mới của Knesset với tỷ lệ 74–18.
Vào ngày 27 tháng 3 năm 2020, có nguồn tin về trở ngại lớn đối với một liên minh lâu dài có thể có giữa Gantz và Netanyahu đã xuất hiện, liên quan đến việc thực hiện kế hoạch hòa bình Trung Đông của Tổng thống Mỹ Donald Trump. Tin tức trên Channel 13 của Barak Ravid ở Israel đưa tin Gantz, mặc dù trước đó tuyên bố rằng ông muốn thực hiện kế hoạch hòa bình ông vẫn muốn tổ chức các cuộc đàm phán hòa bình với người Palestine, điều mà Trump và Netanyahu vẫn phản đối. Ravid tuyên bố rằng điều này có thể sẽ khiến thỏa thuận sắp tới giữa Gantz và Netanyahu trở nên ngắn ngủi. Như là một phần của thỏa thuận liên minh được đề xuất giữa Netanyahu và Gantz, Gantz đã thay thế Netanyahu làm Thủ tướng Israel sau 18 tháng của chính phủ này. Nhiệm kỳ thủ tướng chỉ định của Gantz sẽ kết thúc vào ngày 14 tháng 4 mặc dù Tổng thống Rivlin đã gia hạn đến ngày 15 tháng 4.

### Chính phủ liên minh
Vào ngày 20 tháng 4 năm 2020, Gantz và Netanyahu tuyên bố rằng đã đạt được thỏa thuận về một chính phủ đoàn kết. Thỏa thuận sẽ liên quan đến việc cả hai bên chia sẻ quyền lực, và Gantz và Netanyahu thay phiên nhau làm thủ tướng. Theo các điều khoản của thỏa thuận, Netanyahu sẽ trở thành thủ tướng cho đến tháng 10 năm 2021, với Gantz giữ chức phó thủ tướng. Sau thời gian đó, hai người đàn ông sẽ trao đổi vai trò. Tuy nhiên, nếu Netanyahu sớm rời khỏi vị trí thủ tướng, Gantz sẽ đảm nhận vai trò này. Một số nhóm theo dõi ở Israel, bao gồm Phong trào Chính phủ Chất lượng ở Israel và các nhóm khác, đã phản ứng với tin tức này bằng cách kiến nghị lên Tòa án Tối cao để ngăn chặn sự thành lập chính phủ với bản cáo trạng Netanyahu.